# 야다마에역
야다마에역(일본어: 矢田前駅)은 일본 아오모리현 아오모리시에 위치한 아오이모리 철도 아오이모리 철도선의 철도역이다. 이 역은 시점인 메토키 역으로부터 112.7 km 떨어져 있으며, 도쿄역부터는 730.0 km 만큼 떨어져 있는 역이다.

## 승강장
2면 2선 구조의 철도역이며 승강장은 과선교로 이어져 있다.

### 타는 곳
승강장 번호는 없다.
| 승강장 | 노선                | 방향 | 행선                               |
| ------ | ------------------- | ---- | ---------------------------------- |
| 서쪽   | ■ 아오이모리 철도선 | 상행 | 노헤지 · 미사와 · 하치노헤 방면\|- |
| 동쪽   | ■ 아오이모리 철도선 | 하행 | 아오모리 방면                      |

## 역세권 정보
- 국도 제4호선

## 역사
- 1986년 11월 1일: 영업 개시.
- 1987년 4월 1일 : 민영화에 따라, 동일본 여객철도가 계승.
- 2010년 12월 4일 : 도호쿠 신칸센이 신아오모리역까지 연장 개통함에 따라 아오이모리 철도로 이관.

## 인접역
| 아오이모리 철도 ■ 아오이모리 철도선 | 아오이모리 철도 ■ 아오이모리 철도선 | 아오이모리 철도 ■ 아오이모리 철도선 |
| ----------------------------------- | ----------------------------------- | ----------------------------------- |
| 노나이 하치노헤 방면                | 보통                                | 고야나기 아오모리 방면              |